# Пироне, Дональд
Дональд Пироне (англ. Donald Pirone; род. 1953) — американский пианист и музыкальный педагог.
Окончил Колледж Куинса при Городском университете Нью-Йорка (1976), затем Джульярдскую школу (1978) по классу Дж. Райеффа. В 1981 г. дебютировал в Карнеги-холле. В 1984 г. защитил в Нью-Йоркском университете диссертацию доктора музыки, посвящённую фортепианному репертуару Кароля Ратхауса, после чего вернулся к преподаванию в Колледже Куинса, с 2007 г. заведует Центром предварительной подготовки во входящей в состав колледжа Школы музыки имени Копленда.
Ратхаус, некогда преподававший в том же колледже, надолго стал для Пироне наиболее важным автором: он, в частности, осуществил премьерную запись его фортепианного концерта (1997, с Лондонским симфоническим оркестром) и ряда камерных произведений.